# 克里斯·佩斯利

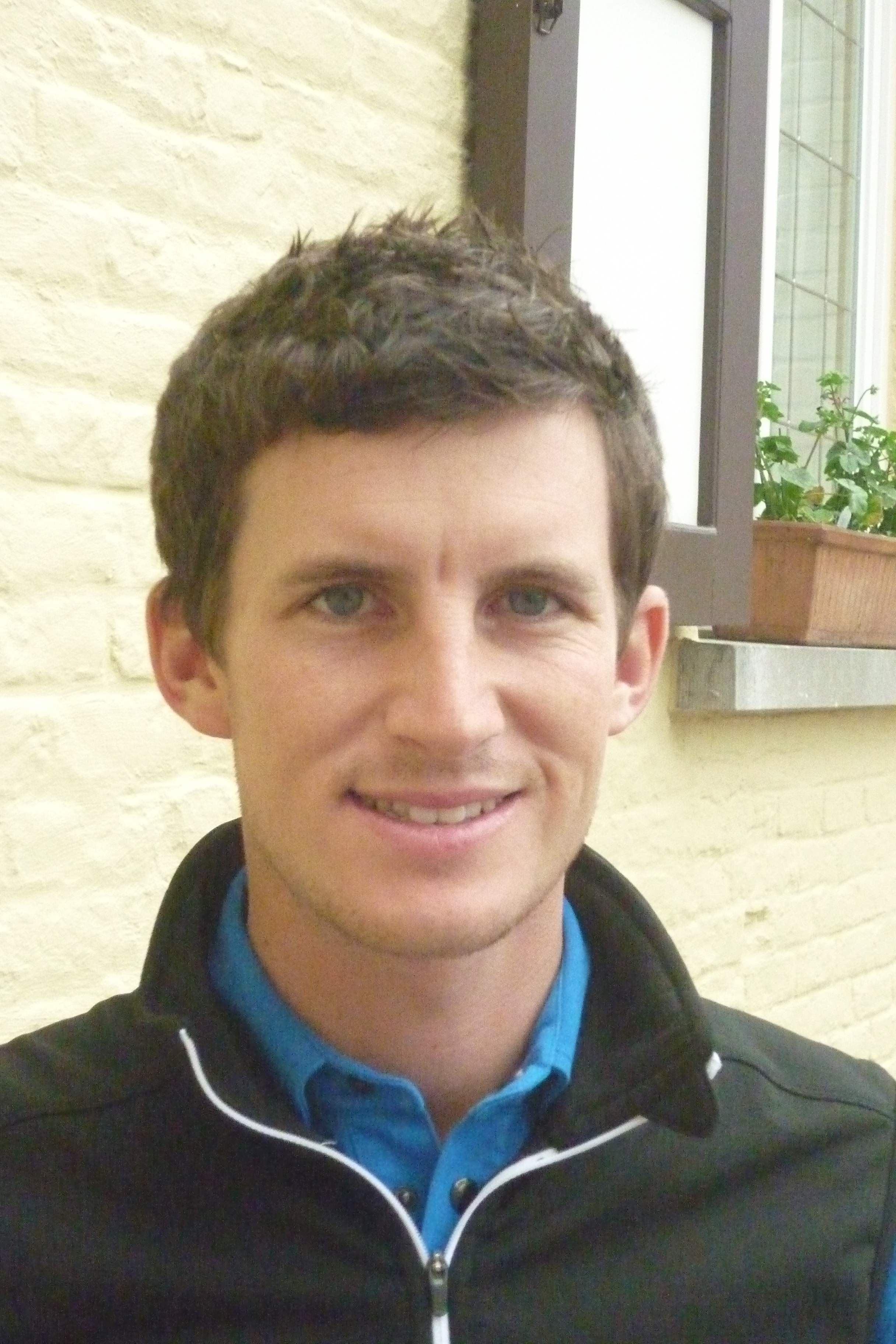
克里斯·佩斯利

克里斯·佩斯利（Christopher Samuel Paisley，1986年3月24日—）是英國的一位職業高爾夫球選手，他現在參加歐洲巡迴賽的賽事。2018年1月，他在BMW SA公開賽上贏得了自己的首個歐洲巡迴賽冠軍。佩斯利在就讀田納西大學時就已經是高爾夫球手，並贏得過兩個冠軍。

## 外部連結
- 克里斯·佩斯利在歐洲巡迴賽官方網站
- 克里斯·佩斯利在男子高爾夫世界排名的官方網站